# Millonarios FC
Azul y Blanco Millonarios Fútbol Club S.A. – kolumbijski klub piłkarski z siedzibą w stołecznym mieście Bogota. Występuje w rozgrywkach Categoría Primera A. Domowe mecze rozgrywa na obiekcie Estadio Nemesio Camacho (El Campín).

## Osiągnięcia

### Krajowe
- Categoría Primera A

| zwycięstwo (15):    | 1949, 1951, 1952, 1953, 1959, 1961, 1962, 1963, 1964, 1972, 1978, 1987, 1988, 2012 (F), 2017 (F) |
| drugie miejsce (9): | 1950, 1956, 1958, 1967, 1973, 1975, 1984, 1994, 1996                                             |

- Copa Colombia

| zwycięstwo (4):     | 1953, 1956, 1963, 2011 |
| drugie miejsce (2): | 1952, 2013             |

- Superliga Colombiana

| zwycięstwo (1):     | 2018 |
| drugie miejsce (1): | 2013 |

### Międzynarodowe
- Copa Merconorte

| zwycięstwo (1):     | 2001 |
| drugie miejsce (1): | 2000 |

## Historia
Millonarios 13-krotnie sięgał po tytuł mistrza Kolumbii, co czyni go rekordzistą wśród krajowych konkurentów. Najświetniejszy okres to lata 50. XX wieku, zwane erą „Eldorado”, kiedy w klubie grali tacy piłkarze jak Alfredo Di Stéfano (jeden z najlepszych graczy w historii światowego futbolu), Adolfo Pedernera, Nestor Raul Rossi i Julio Cozzi („bramkarz stulecia”). Mając takich piłkarzy Millonarios triumfował w kolumbijskiej lidze 4-krotnie (1949, 1951, 1952, 1953). Później klub sięgnął po dalsze 5 tytułów: 1959, 1961, 1962, 1963, 1964. W latach 70. Millonarios został mistrzem w 1972 i 1978. Następnie w latach 80. Millonarios, razem z drużynami Atlético Nacional z Medellin i America z Cali, było powiązane z kolumbijskim handlarzem narkotyków Gonzalo Rodriguezem Gachasem. Dzięki jego wsparciu finansowemu klub sięgnął po dwa tytuły mistrza Kolumbii: w 1987 i 1988.
W Millonarios grało wielu słynnych piłkarzy, jak Atilio Ancheta, Juan Gilberto Funes, „El Búfalo”, Willington Ortiz, Arnoldo Iguarán, Daniel „Tito” Onega, Fernando Areán, Carlos Valderrama, Carlos Ángel López, Alfredo Castillo, Sergio Goycochea, Delio „Maravilla” Gamboa, Miguel Angel Converti, Jaime Morón, Amadeo Carrizo, Alejandro Brand, Pedro Alberto Vivalda, Arnoldo Iguarán i inni.
Począwszy od roku 2000 klub znalazł się w trudnej sytuacji finansowej z powodu śmierci Jose Gonzalo Rodrigueza Gachasa (handlarz narkotykowy zabity przez kolumbijską policję), co spowodowało słabsze występy w lidze.
Obecnie klub jest w trakcie procesu o bankructwo, który ma oczyścić go z długów i pozwolić rozpocząć nowy rozdział w kolumbijskim futbolu.
Z powodu finansowych problemów klub Millonarios musiał w 2005 roku zrezygnować z planów budowy własnego stadionu na obrzeżach Bogoty.
Przed sezonem 2006 Millonarios podpisali kontakt z dwoma nowymi graczami – Jairo Castillo (el Tigre) i Orlando Ballesteros (El Fantástico), a także z nowym trenerem klubu Miguelem Princem. Jest to próba odzyskania przez klub dawnego znaczenia i pozycji.
W turnieju Apertura 2006 Millonarios dotarł do strefy barażowej. Po kilku ciężkich latach klub znalazł się w ósemce najlepszych drużyn Kolumbii.

## Aktualny skład
Stan na 1 września 2022.
| Nr | Poz. | Piłkarz               |
| -- | ---- | --------------------- |
| 1  | BR   | Juan Moreno           |
| 2  | OB   | Andrés Murillo        |
| 3  | OB   | Omar Bertel           |
| 4  | OB   | Juan Pablo Vargas     |
| 5  | PO   | Larry Vásquez         |
| 6  | OB   | Óscar Vanegas         |
| 7  | NA   | Diego Herazo          |
| 8  | PO   | Daniel Cataño         |
| 10 | NA   | Daniel Ruiz Rivera    |
| 11 | NA   | Carlos Andrés Gómez   |
| 12 | BR   | Camilo Andrés Romero  |
| 13 | OB   | Elvis Perlaza         |
| 14 | PO   | David Silva (kapitan) |
| 15 | NA   | Edgar Guerra          |
| 16 | NA   | Jader Valencia        |
| 17 | NA   | Richard Celis         |

| Nr | Poz. | Piłkarz             |
| -- | ---- | ------------------- |
| 19 | PO   | Juan Camilo García  |
| 20 | OB   | Israel Alba         |
| 21 | PO   | Juan Carlos Pereira |
| 22 | OB   | José Abad Cuenú     |
| 23 | OB   | Alex Moreno         |
| 24 | PO   | Dewar Victoria      |
| 26 | OB   | Andrés Llinás       |
| 27 | NA   | Luis Carlos Ruiz    |
| 28 | PO   | Stiven Vega         |
| 29 | NA   | Yuber Quiñones      |
| 30 | OB   | Ricardo Rosales     |
| 31 | BR   | Álvaro Montero      |
| 32 | PO   | Kliver Moreno       |
| 33 | NA   | Jorge Rengifo       |
| 34 | PO   | Óscar Cortés        |